# شمیشه بریشته
شمیشه بریشته (به آلمانی: Chemische Berichte) ، نام یکی از نشریه‌های تخصصیِ علم شیمی است که از سال ۱۸۶۸ به‌دست انجمن شیمی آلمان با نام گزارش‌های انجمن شیمی آلمان (به آلمانی: Berichte der Deutschen Chemischen Geselschaft) و از سال ۱۹۴۷ به‌وسیله انتشاراتِ وایلی وی سی اچ و به زبان آلمانی چاپ می‌رسد.